# Friedrich Gottlieb Bartling

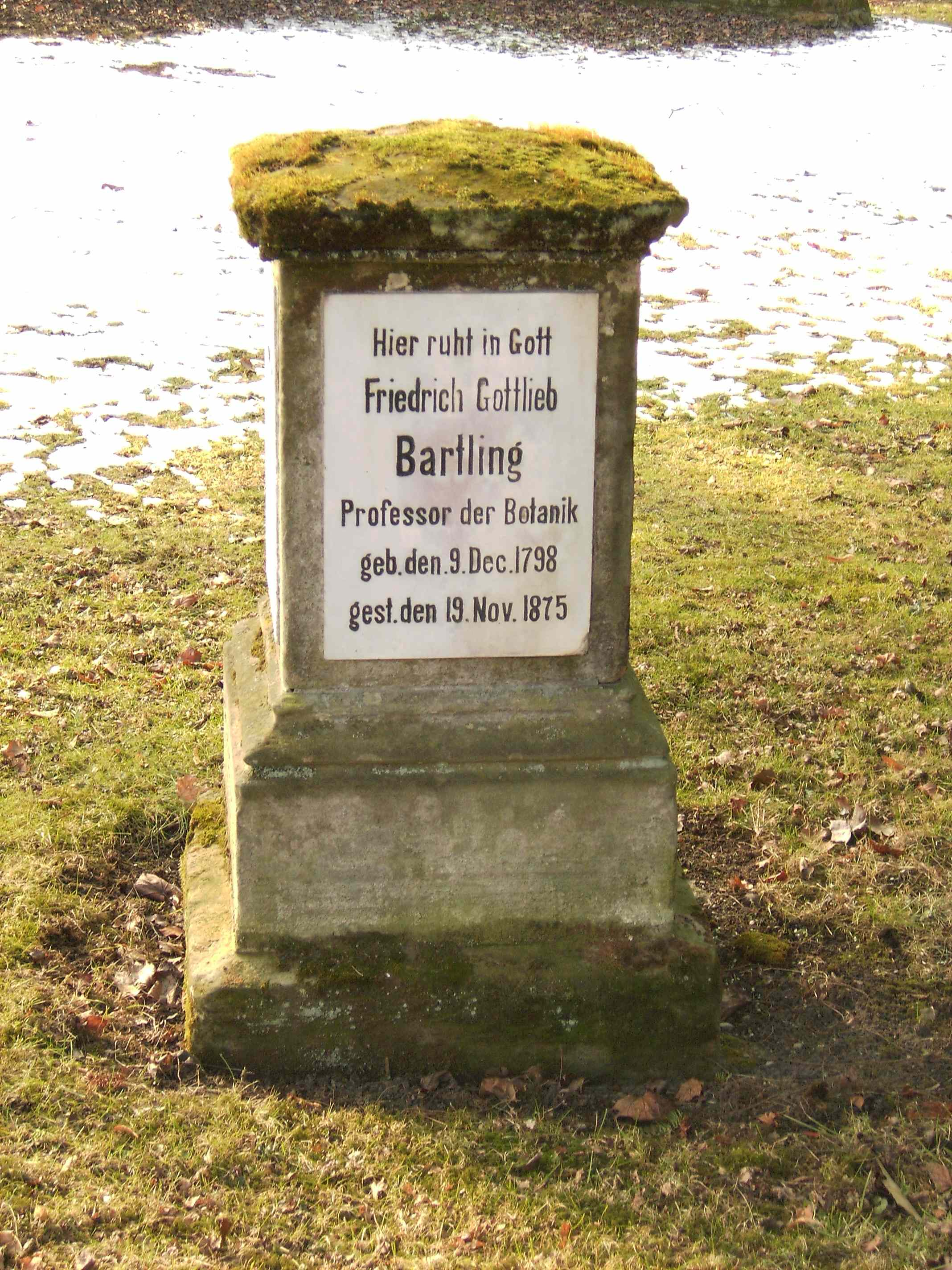
Tomba de Friedrich Gottlieb Bartling a Göttingen

Friedrich Gottlieb Bartling (9 de desembre de 1798 – 20 de novembre de 1875) va ser un botànic alemany que va néixer a Hanover.
Estudià ciències naturals a la Universitat de Göttingen, i el 1818 va fer una expedició botànica per Hongria i Croàcia. El 1822 va ser lector a Göttingen, on més taard passaria a ser-ne professot, el 1837 va ser director del seu jardí botànic. El gènere de plantes Bartlingia dins la família Fabaceae l'honora.

## Algunes publicacions
- De litoribus ac insulis maris Liburnici (1820)
- Ordines naturales plantarum (1830)
- Flora der österreichischen Küstenländer, (Flora of the Austrian Coastal Areas); (1825)
- Vegetabilia cellularia in Germania septentrionale praesertim in Hercynia et in agro Gottingensi (1834 and 1836), with Georg Ernst Ludwig Hampe (1795–1880)

La seva signatura com a botànic és:Bartl.